# Clematis patens 'Warszawska Nike'
Cultivar
La clématite patens 'Warszawska Nike' est un cultivar de clématite obtenu en 1966 par Stefan Franczak en Pologne.
Le nom de cette clématite provient d'un monument situé à Varsovie en Pologne, ce monument est un hommage aux héros de la Seconde Guerre mondiale et particulièrement aux participants de l'insurrection de Varsovie.
Cette clématite porte différents noms selon les pays où elle est distribuée ; en France elle sera appelée 'Warsaw Nike', dans d'autres pays elle est appelée : 'Warszaw Nike' ou 'Warszawa Niki'. Aux États-Unis le nom est complètement diffèrent, elle est appelée 'Midnight Showers'.

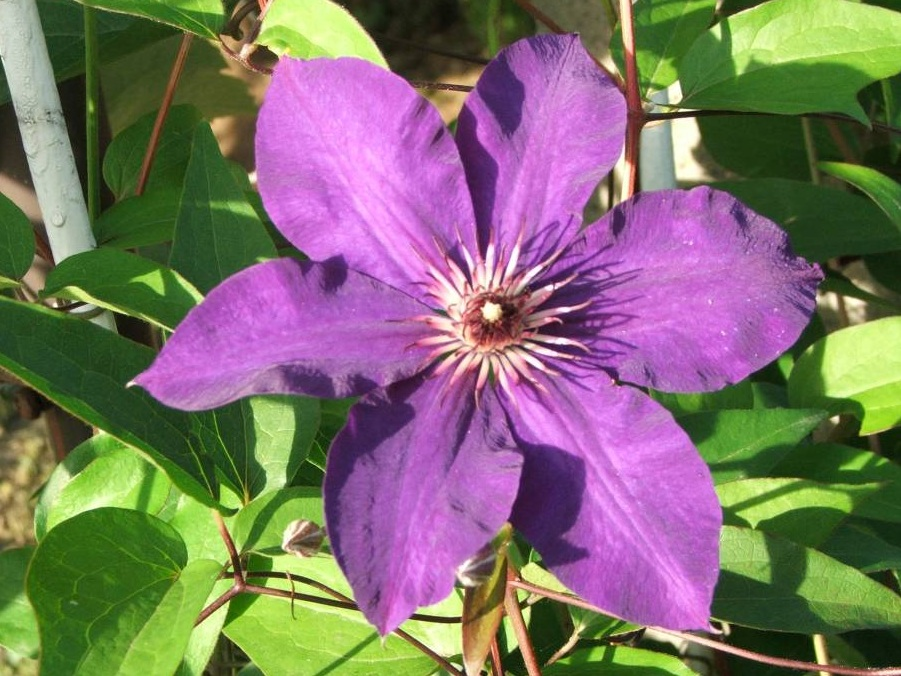
Clematis Warszawska Nike

## Description
Cette clématite fait partie du groupe 3, ce qui signifie que ce cultivar donnera une floraison printanière et automnale sur le bois de l'année.

### Feuilles
Les feuilles caduques de cette clématite sont parfois simples, parfois alternes et trifoliées. en moyenne elles mesurent 10 cm. De mars à octobre les feuilles sont vertes, en novembre elles virent au jaune orangé juste avant de tomber.

### Tiges
Les tiges de la clématite 'Warszawska Nike' apparaissent de couleur verte sur les pousses de l'année, en vieillissant le bois se durcit et devient rougeâtre et marron.

### Fleurs
La clématite 'Warszawska Nike' dispose d'une fleur de taille moyenne violette atteignant 16 cm en moyenne. Les fleurs de ce cultivar apparaissent la plupart du temps sur la partie supérieure de la plante en juin et juillet pour la floraison printanière et en septembre et octobre pour la floraison d'automne.

#### Bouton floral et pédoncule
Le bouton floral de 'Warszawska Nike' est allongé et ovoïde d'environ 4 cm à 5 cm, de couleur vert/gris à un quart de son ouverture. Le pédoncule quant à lui mesure environ 6 mm à 8 mm de couleur vert également.

#### Sépales
Le sépale de la clématite 'Warszawska Nike' mesure entre 6 cm et 8 cm de long.

#### Étamines et stigmates
'Warszawska Nike' possèdent des  étamines de couleur jaune d'or et des stigmates de couleur jaune crème.

#### Parfum
Cette clématite n'a pas de parfum.

## Obtention
'Warszawska Nike' a été obtenue par le spécialiste polonais de l'obtention de clématites Stefan Franczak. Après son obtention en 1966, cette clématite a fleuri pour la première fois en 1970 pour enfin être introduite en 1982.

## Protection
'Warszawska Nike' du fait de sa création en 1966, ne possède pas de protection.

## Culture

### Plantation
La clématite 'Warszawska Nike' s'épanouit très bien en pot ou en pleine terre. Elle doit être plantée dans un mélange drainant, fertile et léger. Les racines préfèrent un sol frais et ombragé.

### Croissance
À taille adulte cette clématite dispose d'une croissance importante entre 2 mètres et 4 mètres.

### Floraison
'Warszawska Nike' fleurit deux fois par an sur les pousses de l'année du mois de juin et juillet pour la floraison printanière et entre septembre et octobre pour la floraison sur le bois de l'année également à l'automne. Elle fait partie du groupe 3.

### Utilisations
'Warszawska Nike' est parfait pour les petites structures, mais pousse également sans support. Elle peut aussi grimper sur des supports naturels tels que les feuillus, des conifères et des arbustes.

### Taille
La clématite 'Warszawska Nike' a besoin d'une taille annuelle, souvent au mois de mars mais à toute période de repos végétatif. Elle demande une taille sévère, c'est-à-dire une taille à 30 cm du sol sur un tiers des branches.

### Résistance
Cette clématite résiste à des températures jusqu'à moins 20 degrés Celsius.

### Maladies et ravageurs
La clématite 'Warszawska Nike' est sensible à l'excès d'eau ce qui pourrait provoquer une pourriture du collet de la plante et ainsi la mort de la clématite. Elle peut également souffrir d'apoplexie due à un champignon appelé Ascochyta clematidina, provoquant un flétrissement brutal des feuilles. Pour combattre ce champignon la terre doit être remplacée sur 20 cm et l'excès d'eau doit être proscrit.
Les limaces peuvent également s'attaquer à cette clématite et notamment aux jeunes pousses du printemps.

## Récompenses
- RHS Award of garden merit en 2002 en Angleterre par la Royal Horticultural Society[2].
- Médaille d'argent au Plantarium de 1990, aux Pays-Bas dans la ville de Boskoop[2].